# Breutelia diffracta
Breutelia diffracta är en bladmossart som beskrevs av Mitten 1863. Breutelia diffracta ingår i släktet gullhårsmossor, och familjen Bartramiaceae. Inga underarter finns listade i Catalogue of Life.